# Novopokrovka (Saràtov)
|  | Per a altres significats, vegeu «Novopokrovka». |

Novopokrovka (en rus: Новопокровка) és un poble de l'óblast de Saràtov, a Rússia, segons el cens del 2010 tenia 14 habitants. Pertany al districte municipal de Volsk.